# Francis Mer
Francis Mer ( Pau, 25 de mayo de 1939 - Bourg-la-Reine, 1 de noviembre de 2023) fue un ingeniero, empresario y político francés. 

## Biografía
Antiguo alumno de la École polytechnique y de la Escuela de Minas de París, fue miembro del Cuerpo de Minas. Contratado en 1970 por el grupo Saint-Gobain, en 1982 se convirtió en presidente del consejo de administración de Pont-à-Mousson SA. En la década de 1980, se incorporó a la Fundación Saint-Simon.
Tras las elecciones legislativas de 1986 y la nominación del conservador Jacques Chirac como primer ministro, fue nombrado presidente del nuevo grupo Usinor. Fue reelegido en su cargo en 1995, tras la privatización del grupo, y en 2002 pasó a denominarse Grupo Arcelor. De 2002 a 2004, fue ministro de Finanzas en el gobierno conservador de Jean-Pierre Raffarin bajo la presidencia de Sarkozy.
Desde 2005, formó parte del consejo de administración de Vale Inco.
Desde junio de 2009, fue presidente del consejo de administración de Safran.
En abril de 2011, debido al cambio de estructura de Safran, Jean-Paul Herteman se convirtió en director general y Francis Mer en vicepresidente.
Francis Mer murió el 1 de noviembre de 2023, a la edad de 84 años.